# Papyrus érotique de Turin

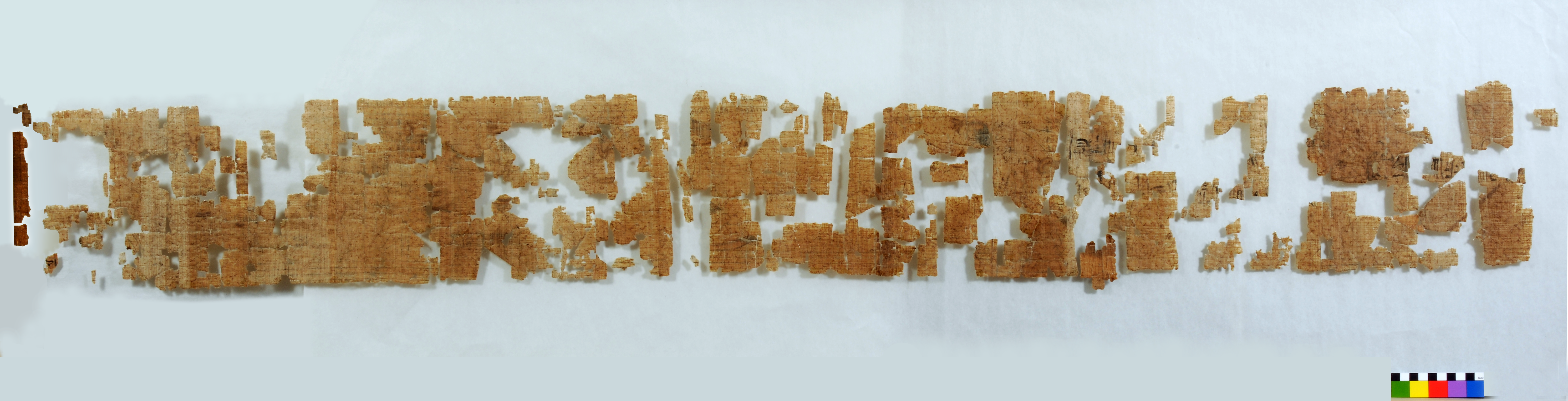
Vision intégrale du papyrus érotique de Turin

Le papyrus érotique de Turin est un papyrus égyptien datant de la période ramesside, environ 1150 av. J.-C., et représentant dans un lupanar des scènes satiriques de comportements sexuels.
Il a été découvert à Deir el-Médineh au début du XIXe siècle, a été enregistré sous le numéro 55001 au musée égyptologique de Turin.

## Description

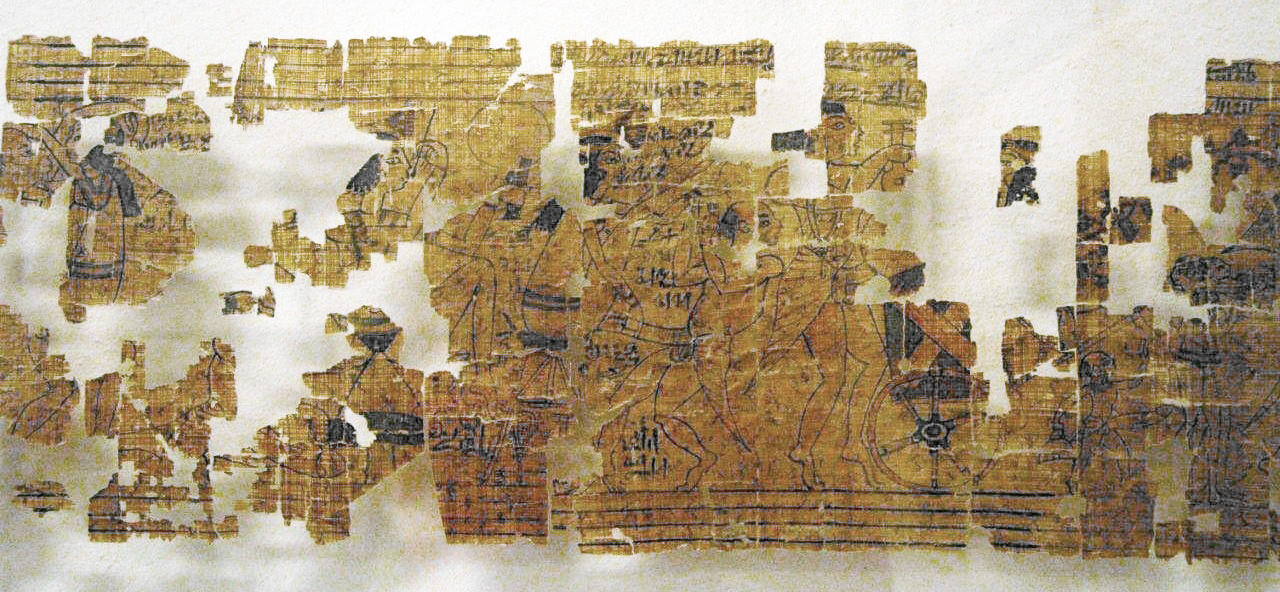
Extrait du papyrus érotique de Turin (vers -1150).

Le papyrus, aujourd'hui dans un mauvais état général, mesurait à l'origine environ 3,20 m. Sa largeur moyenne est de 21,5 cm. Les 2,59 m restant aujourd'hui sont divisés en deux parties : l'une satirique - dont le début est perdu - de 85 cm, l'autre érotique - ou suivant les interprétations, dont celle de Pascal Vernus, satiriques - de 1,74 m ; ces deux parties, qui formaient initialement un ensemble, sont aujourd'hui conservées séparément.
On connaît toutefois le document dans son intégralité par des reproductions faites par Ippolito Rosellini au XIXe siècle.
La partie satirique met en scène des animaux. La partie érotique, comprend douze séquences indépendantes dont l'action est située dans un lupanar. Jean-François Champollion, qui l'a analysé en 1824, décrit son aspect pornographique :

« Ici un morceau du rituel funéraire, etc. et là des débris de peintures d'une obscénité monstrueuse et qui me donnent une bien singulière idée de la gravité et de la sagesse égyptienne... »

— J.-F. Champollion, lettre à son frère, 6 novembre 1824